# Stanze
 (octobre 2020).
Albums de Ludovico Einaudi
Time Out
(1988) Salgari
(1995)
Stanze est le second album du compositeur Ludovico Einaudi, écrit pour harpe seule en 1992.

## 16 pièces pour harpe seule
Œuvre de 16 pièces composées de 1990 à 1992, interprétées par Cecilia Chailly sur harpe électrique et enregistrées aux Studi Mondiale Sound, de Milan.
Ce cycle de ballades pour instrument solo a d'abord été imaginé comme un voyage à travers les 16 pièces (stanze) d'une maison, cloisonnées mais qui communiquent. La visite se termine sur la première d'entre elles, Notte.
Première représentation sur une harpe électrique, par Cecilia Chailly à Milan, au Parco Sempione en 1992.
Cadenza et Moto perpetuo ont par la suite été arrangés pour piano solo, puis Moto perpetuo, à nouveau mais pour harpe et piano.
Le critique Greg Jameson, à propos de sa réédition de 2014, considère que cet album « n'est pas sans problèmes », que « le son délicat et tendre de la harpe solo ne supporte pas facilement à elle seule la durée d'un album » et qu'« Einaudi est un bien trop bon compositeur pour que sa musique ne soit considérée que comme un bruit de fond, mais c'est ce dont Stanze s'approche fréquemment. »

## Pistes
1. Notte – (4:22)
2. Calore – (3:40)
3. Moto – (2:25)
4. Calmo – (4:33)
5. Vega – (4:34)
6. Onda – (4:02)
7. Contatti – (3:15)
8. Respiro – (4:00)
9. Lento – (3:49)
10. Attesa – (3:29)
11. Cadenza – (3:10)
12. Orbite – (3:21)
13. Moto Perpetuo – (2:34)
14. Cerchio – (1:53)
15. Ritomo – (2:24)
16. Notte – (4:16)